# SN 1992bc
SN 1992bc – supernowa typu Ia odkryta 17 października 1992 roku w galaktyce E300-G09. Jej maksymalna jasność wynosiła 15,15m.